# 다이네이지의 변

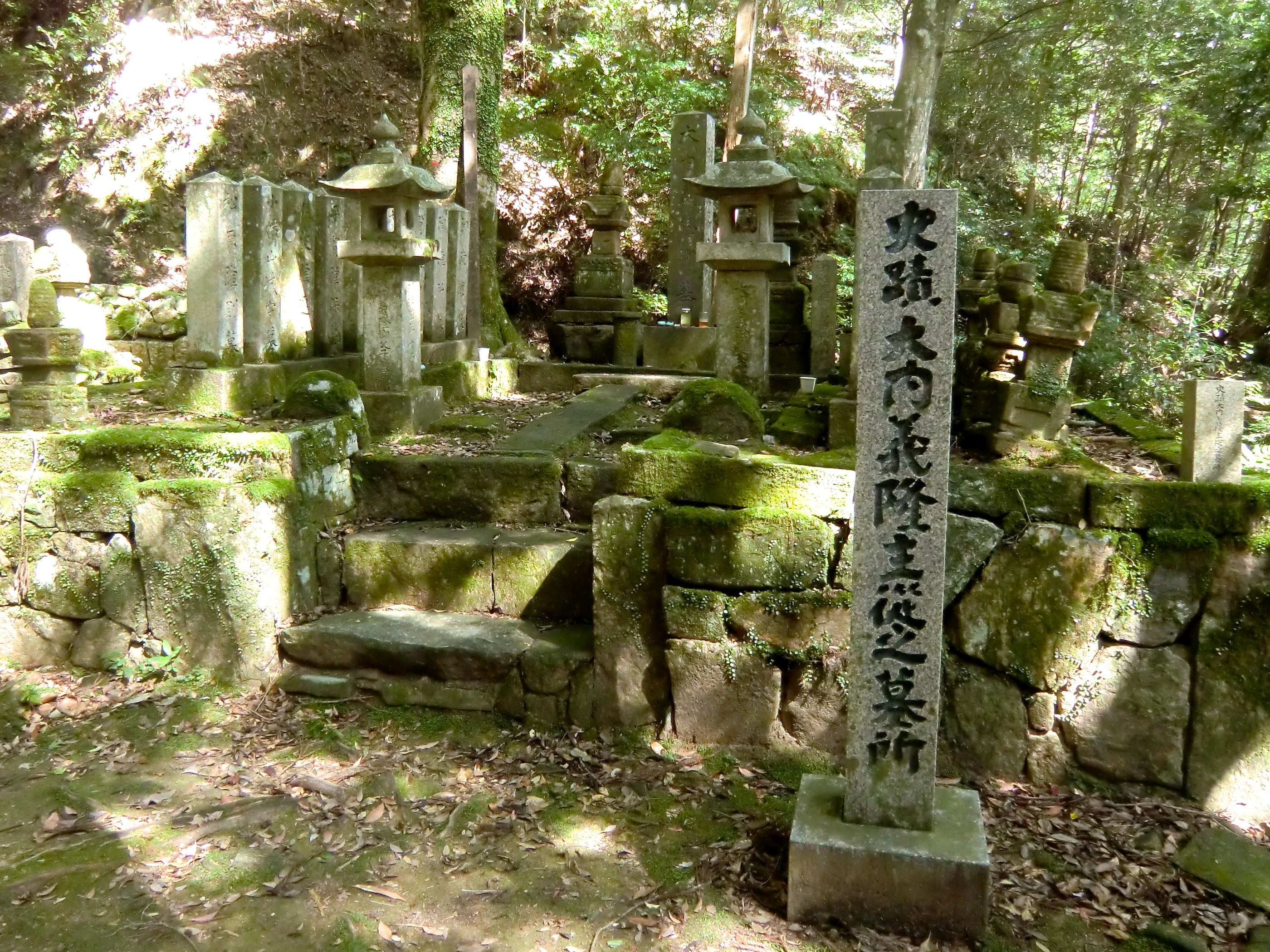

다이네이지의 변(일본어: 大寧寺の変)은 일본 센고쿠 시대 덴분 20년(1551년) 8월 28일에서 9월 1일에 걸쳐 스오국 야마구치에서 일어난 정변이다.
스오국·나가토국·이와미국·부젠국·지쿠젠국의 슈고직을 가진 서일본 굴지의 센고쿠 다이묘 오우치 가문(大内氏) 내에서 무공파와 문치파의 대립이 격화되던 중, 무공파의 중신 스에 다카후사가 오우치 가문의 당주 오우치 요시타카의 문치 정책에 반발하여 모반을 일으켜 오우치 가문의 본거 야마구치를 습격하고, 요시타카를 자결로 몰아넣은 사건이다.
이 사건으로 사이고쿠(西国, 주고쿠, 규슈 등 일본 서부 지역) 제일의 센고쿠 다이묘라고 일컬어지던 오우치 가문이 사실상 멸망하였다. 이에 따라 오우치 가문이 행하던 명과의 감합무역이 완전히 중단되고, 아키의 모리 모토나리가 부상하는 등 사이고쿠의 지배 구조가 크게 변화하였다. 사이고쿠에 있어서는 후년의 혼노지의 변에 견줄만한 대사건이라 할 수 있다.

## 배경
덴분(天文) 10년(1541년), 오우치 씨의 산하에 있던 모리 씨(毛利氏)를 공격한 아마고 씨(尼子氏)는 이 전투에서 패배했다(요시다 고리 산성 전투吉田郡山城の戦い). 이를 계기로 스오(周防)의 센고쿠 다이묘(戦国大名) 오우치 요시타카(大内義隆)가 오우치 가신단 중에서도 무공파(武功派)인 스에 다카후사(陶隆房) 등의 주도로 덴분 11년(1542년) 대군을 거느리고 아마고 씨의 본국인 이즈모국(出雲国)으로의 원정에 나섰는데, 갓산도다 성(月山富田城)에서 농성하며 철저항전하는 아마고 하루히사(尼子晴久)를 공격하였다(제1차 갓산토다성 전투第一次月山富田城の戦い). 드디어 해를 넘겨 덴분 12년(1543년) 2월에 오우치군은 모조리 붕괴되었다. 대장 오우치 요시타카는 스오로 패주, 조카이자 양자인 오우치 하루모치(大内晴持)에 이르러서는 패주 도중에 이야우라(揖屋浦)에서 레이제이 다카토요(冷泉隆豊)가 보낸 작은 배를 타고 본선으로 옮겨 타려는 순간에 작은 배가 뒤집히는 바람에 그만 익사하고 마는 등 오우치 측은 뿔뿔이 흩어졌다.
이로 인해 세력 회복을 도모하며 활발히 움직이는 아마고 씨에 의해 아키(安芸) ・ 이와미(石見) ・ 빈고(備後) 등지에서는 오우치 제장들이나 모리 모토나리(毛利元就) 등이 대항하여 출진하는 등 정세가 매우 분주하였다(후노 붕괴布野崩れ, 간나베 합전神辺合戦 등). 한편 오우치 요시타카는 이즈모 원정을 주도한 스에 다카후사 등 무공파를 국정의 중추에서 멀리하게 하였다. 이즈모에서의 대패가 당주 요시타카에게 극단적일 정도로 혐전(厭戦)의 기운을 조장하였을 뿐만 아니라, 정무도 사가라 다케토(相良武任) 등의 문치파(文治派) 측근들을 중용하여 요시타카는 차츰 정무에서 멀어지게 되었고 학예・다회 등에 몰두하게 되어 구게(公家)와 같은 생활을 보내게 되었으며, 국내 치정조차 돌아보지 않게 됐다.나아가 고액의 지출을 충당하기 위해 연공 증액까지 이루어져서 토호(土豪)나 영지 백성들도 증세에 고통스러워하였다.
때문에 오우치의 주도권을 놓고 무공파 스에 다카후사 ・ 나이토 오키모리(内藤興盛) 나아가 다케토 한 사람에게 편중된 것에 반발하는 오우치 가문의 효조슈(評定衆) 전체가, 문치파 사가라 다케토를 적대시하게 되었다.

## 경과

### 모반에 이르기까지
덴분 14년(1545년) 5월에 이르러 양측의 관계는 험악한 지경에까지 이르고 갈등은 더욱 심각해졌으며, 다케토는 머리를 깎고 요시타카의 곁을 떠나 히고(肥後)의 본가를 찾아 낙향하였다. 다카후사 등의 반격을 받은 다케토 등 문치파의 실각의 영향이라고 평가되고 있다. 그러나 덴분 17년(1548년) 요시타카의 요청을 받아 오우치가로 다시금 출사하게 되었다. 이 무렵 부젠(豊前)의 슈고다이(守護代)인 중신 스기 시게노리(杉重矩)가 불온한 움직임을 보이는 다카후사에 대해 요시타카에게 진언하였으나 받아 들이지 않았다고 한다(사가라 다케토 신장申状)
덴분 18년(1549년) 2월부터 5월에 이르기까지 오우치 가와 모리 가의 동맹을 강화하기 위한 요시타카의 계획으로 모토나리가 그 자식들을 데리고 야마구치(山口)를 방문하여 요시타카를 알현하였다. 그러나 모리 가문과 가까워지기 위해 다카후사가 나서서 모리 모토나리를 초대한 것이라고도 하며(사가라 다케토 신장) 다카후사의 적남인 스에 나가후사(陶長房)를 통해 밀서를 주고받았다고도 한다. 또한 이 장기 체류 동안 다카후사가 모리 가의 가신인 깃카와 모토하루(吉川元春)와 의형제를 맺기도 하였다.
덴분 19년(1550년)에 이르러 다케토와 다카후사 사이의 대립은 결정적으로 피할 수 없는 것이 되었으며, 다케토 암살 모의까지 이루어졌으나 사전에 이를 알고 다케토가 요시타카에게 밀고하여 위기를 모면하였다. 그러나 다카후사가 모반을 일으켰다는 소문이 나돌기에 이르렀고, 요시타카의 측근인 레이제이 다카토요가 요시타카에게 다카후사 모살을 진언할 정도였다. 다케토는 미모로 평판이 있던 자신의 딸을 다카후사의 아들 나가후사에게 시집 보내어 화목을 도모하려 하였으나, 다카후사가 집안의 격이 다름을 이유로 연담을 거부해 융화안은 파열되었다.
8월 24일자로 다카후사는 모리 모토나리 ・ 다카모토(隆元) 부자 앞으로 그리고 의형제 깃카와 모토하루 앞으로 두 통의 밀지를 보냈는데, 그 내용은 「스기나 나이토와 상담하고 요시타카를 당주에서 폐하고 요시타카(義尊)에게 그 뒷을 잇게 하고자 한다」는 것으로 모리 씨에게 협력을 구하는 것으로 이는 다카후사가 오우치 집안에 대한 '모반'의 의사를 보인 최초의 사료로 평가된다(깃카와 가 문서吉川家文書). 또한 모토나리와도 통한 다카후사의 의향은 아마노 다카쓰나(天野隆綱) 등 다른 아키의 고쿠진(国人)들에게도 전해져서 다카후사에 대한 협력의 대가로 영지를 주기로 약속되어 있었다(아마노 모리가 문서天野毛利家文書).
9월 15일에 나카베 신사(仁壁神社)・이마 하치만구(今八幡宮)에서 이루어진 예제(例祭) 참예를 요시타카는 갑자기 결석하였고, 미기타 다카쓰구(右田隆次)에게 대행하게 하였다. 이는 「다카후사가 요시타카 ・ 다케토를 유폐할 것이다」라는 소문으로 요시타카측이 경계했기 때문으로 여겨지고 있다. 다음날인 16일에 요시타카는 다카후사를 불러내 힐문하였고, 다카후사는 사실무근이라고 부인하였다. 다른 한편에서는 사가라 다케토가 같은 날(16일) 다시금 오우치 집안을 떠나서 이와미의 요시미 마사요리(吉見正頼)에게로 도망쳤다.
11월 하순부터 다카후사는 병을 이유로 자신의 거성(居城)인 와카야마 성(若山城, 슈난시)에 들어가 있었으며 해를 넘겨 2월에 열리는 수이월회(修二月会)의 대두(大頭) 역도 다하지 않았다(다카후사는 이미 그 전년부터 이 임무에 빠지고 있었다). 이때 오우치 요시타카도 다카후사 등의 모반을 두려워하여 몸소 갑주를 입고 자신의 저택에서 농성하였고, 나아가다카후사에게 힐문하는 사자를 보내는 등 요시타카와 다카후사 사이도 최악의 사태를 맞이해 있었다.
덴분 20년(1551년) 1월, 오우치 씨를 떠나 있던 사가라 다케토가 지쿠젠(筑前)의 슈고다이 스기 오키카즈(杉興運)에 의해 그 신병이 확보되었다. 이러한 일련의 소동으로 요시타카로부터 책임을 추궁당하게 될 것을 두려워한 다케토는 사가라 다케토 신장(相良武任申状)이라 불리는 문서를 써서 변명하였고, 여기서 다케토는 「스에 다카후사에게 모반 혐의가 있다고 주장한 것은 (원래부터 다카후사와 사이가 나빴던) 스기 시게노리다. 그러나 그 주진(注進)이 받아 들여지지 않자 시게노리는 (다카후사의 노여움을 사지 않으려는 보신주의로) 참소를 나(다케토)에게 돌림으로써 다카후사와 가까워지고 대립하고 있었을 다카후사에게로 돌아선 것이다. 둘 다 나이토 오키모리와 함께 무언가 획책하였다」라는 뜬금없는 참소를 했다. 즉 다카후사가 모반을 일으키려 하고 있으며, 그 대립이 발생한 책임을 스기 시게노리 한 사람에게 떠넘겨서 자신은 책임이 없다고 주장하고 있는 것이다(어느 쪽이든 오우치 요시타카를 옹호하는 입장이었던 시게노리가 다카후사의 모반에 협력하게 되었다는 것은 다카후사를 의심하지 않는 요시타카에게 실망했다고도 하고, 사가라 다케토 서장으로 자신이 참소를 당했다는 것을 알았기 때문이라고도 한다).
4월 요시타카는 다케토를 스오로 데리고 돌아와서 출사하게 하였다. 이에 대항하기 위해 다카후사 등은 5월 오토모 요시시게(大友義鎮)의 이복 동생 오토모 하루히데(大友晴英, 요시타카의 누나의 아들 즉 요시타카의 조카)를 오우치 가의 새로운 당주로써 옹립할 뜻에 협력해 주기를 요구하는 밀사를 오토모 씨에게 보냈다. 기타큐슈(北九州)에서 오우치 영지의 이권을 할양하는 대신 하루히데를 받겠다는 것에 하루히데는 흔쾌히 수락했고, 요시시게도 이를 허락하였다.

### 스에 다카후사의 봉기
8월 10일 사가라 다케토는 다카후사를 두려워하여 오우치 가에서 세 번째로 빠져나와 지쿠젠으로 달아났다.
8월 20일, 다카후사는 오키모리 등과 함께 군사를 일으켰다. 다카후사의 군은 먼저 이쓰쿠시마(厳島)의 신령(神領)과 사쿠라오 성(桜尾城)을 접수하고, 이에 호응하여 출진한 모리 군도 사도긴잔 성(佐東銀山城)이나 인근 지역(히로시마 시 아사미나미구)을 접수하여 산요도(山陽道) 요충지를 제압하였다.
8월 28일에 와카야마 성을 출발한 다카후사의 군은 다카후사가 거느리는 본대가 도쿠지(徳地) 어귀까지, 다카후사의 가신 에라 후사히데(江良房栄) ・ 미야가와 후사나가(宮川房長)가 거느린 별동대가 호후(防府) 어귀부터 야마구치(山口)에 쳐들어갔다. 야마구치로 들어간 것은 같은 날 정오의 일로, 스기 ・ 나이토의 군세도 호응하여 다카후사의 군 진영에 달려와 합류했다. 다카후사의 군은 병력 5천에서 1만에 이르렀다고 한다.
이에 반해 오우치 요시타카의 대응은 놀라울 정도로 느렸다. 23일에는 다카후사의 군이 야마구치를 칠 것이라는 소문으로 떠들썩했다고 하지만, 분고(豊後)의 오토모 씨로부터 온 사자들을 맞아 술자리를 이어나가거나, 다카후사 출진 하루 전날인 27일에는 노(能) 공연을 행하였다. 레이제이 다카토요는 스기 시게노리 저택으로 쳐들어가자고 제안하였으나 요시타카는 「스기와 나이토가 적이 될 리가 없다」고 대답하였다고 전한다(오우치 요시타카 기大内義隆記).
다카후사의 침공을 전하는 주진이 와서야 요시타카는 오우치 씨의 저택인 지쿠야마 관(築山館)을 나와 다소나마 방어전에 유리한 산기슭의 호센지(法泉寺)로 물러났다. 호센지 본당에 본진을 치고 산악의 간노도(観音堂) ・ 구몬지 산(求聞寺山) 등을 다카토요가 굳게 지키게 하였다. 하지만 함께 도망쳤던 구게들이나 근습(近習)들을 제외하고는 요시타카를 따르는 중신들은 다카토요 정도였고 병력도 2, 3천 정도밖에 모이지 않았다. 조직적인 저항도 제대로 해 보지 못하고 텅 빈 오우치 저택이나 주변 근신들의 저택은 불길에 휩싸였고 보물들도 약탈당하였다. 전임 간파쿠(関白) 니조 다다후사(二条尹房)는 오키모리에게 사자를 보내 "요시타카는 은거하고 (그 아들인) 요시타카를 당주로 삼으라"고 화목 알선을 간곡히 말하였으나, 거부당하였다.
호센지(法泉寺)의 요시타카 군은 도망치는 병사들이 잇따랐다. 29일에는 야마구치를 버리고 나가토로 도망쳤다. 호센지에서는 스에 다카야스(陶隆康)가 신가리(殿, 후방 방어)로써 남아 싸우다 전사하였다. 한편 요시타카의 측실 오사이 부인(おさいの方)은 야마구치 미야노(宮野)의 묘키지(妙喜寺, 현재는 조에이지常栄寺라고 불림)로 도망쳤다.

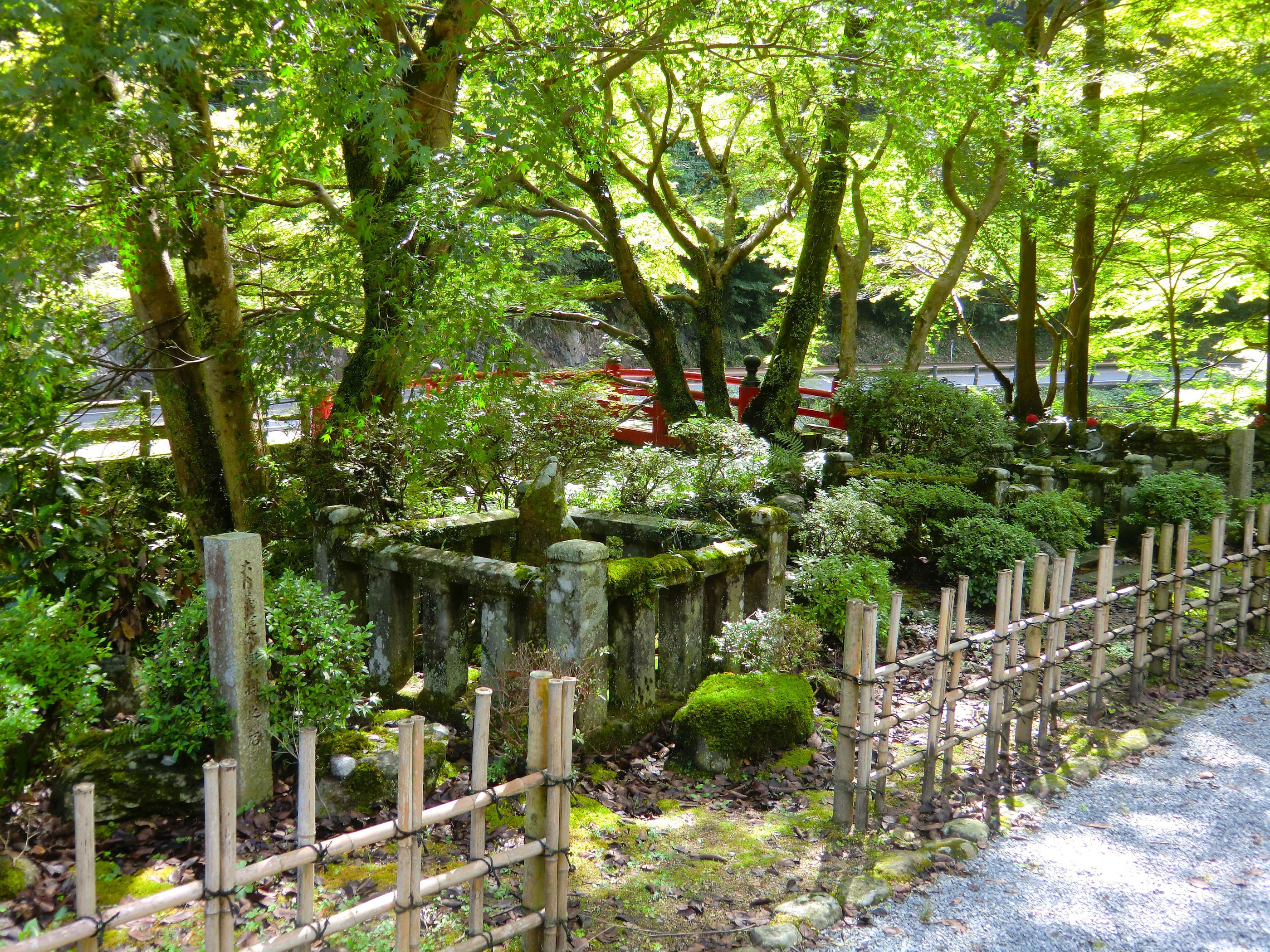
다이네이지의 「얼굴 보는 연못」(姿見の池)과 그 앞의 「투구 건 바위」(かぶと掛けの岩).

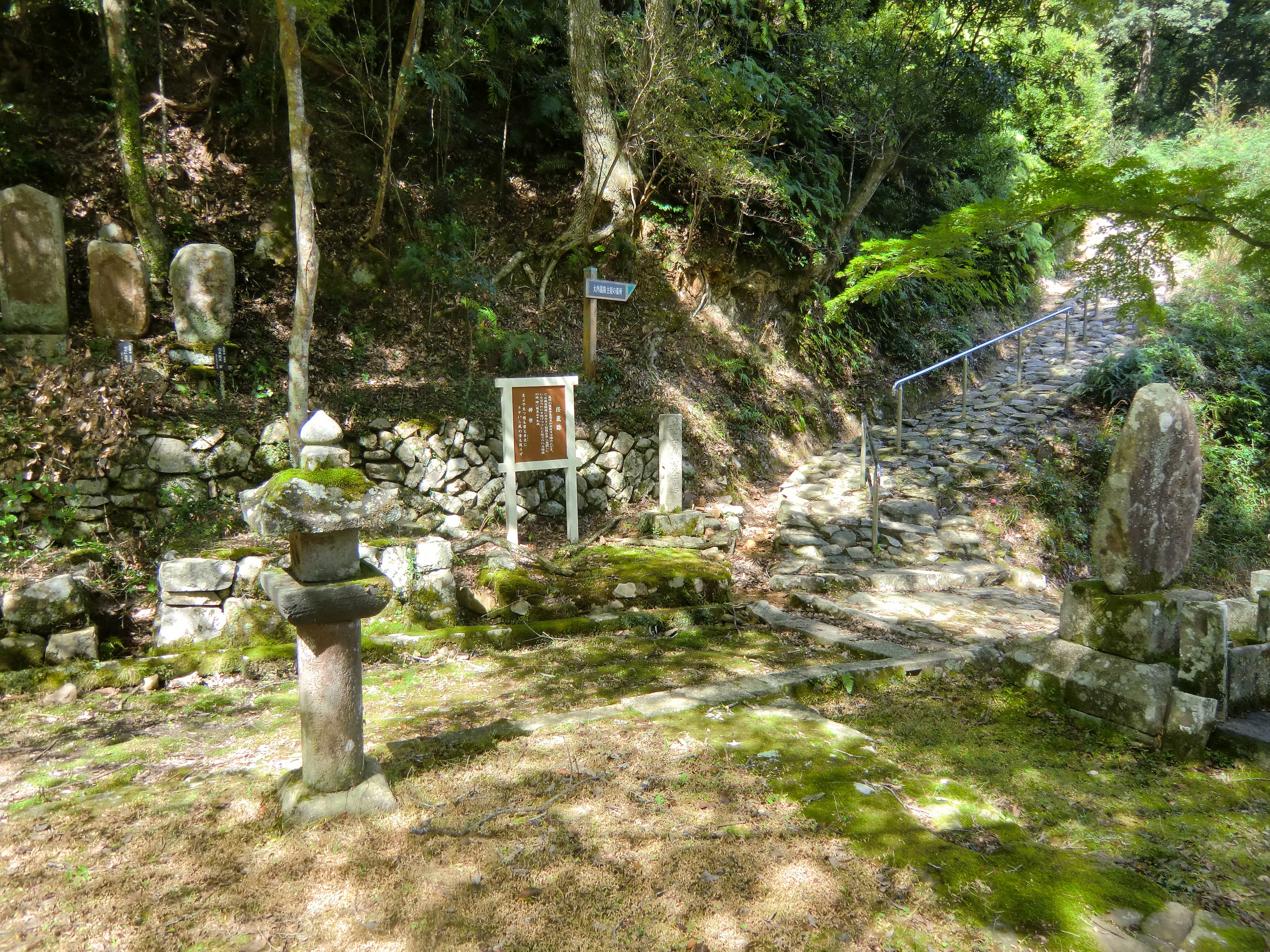
레이제이 다카토요가 자결했다고 전해지는 다이네이지의 경장(経蔵) 터

요시타카는 다리 통증을 안고 날 밝자 나가토의 센자키(仙崎)로 도착하였다. 바닷길로 자신의 인척인 이와미의 요시미 마사요리(吉見正頼)를 의지하여 탈출하고자 하였으나, 폭풍우 때문에 도망칠 수 없었다. 돌아온 요시타카 등은 나가토의 후카가와(深川)에 있는 다이네이지(大寧寺)에서 농성하였는데, 다카토요 등과 함께 계명(戒名)을 받고 9월 1일 10시경에 자결하였다(주고쿠 치란기中国治乱記). 다카토요는 요시타카의 가이샤쿠(介錯)를 수행한 뒤 다카후사의 군을 향해 돌격해 들어갔다 전사했다고 전해지고 있다. 또한 요시타카의 적남인 요시타카도 도망쳤으나 2일에 다카후사의 추격군에 의해 체포되었고 다와라야마 온천(俵山温泉) 시모야스다(下安田)에 있는 마라간논(麻羅観音) 속에서 살해되었다. 또한 셋째 아들 오우치 간주마루(大内歓寿丸)는 여장하고 산속으로 숨어 살아갔으나, 이듬해에 체포되어 마찬가지로 마라간논 속에서 살해되었다. 다만 차남 도이다 기가쿠마루(問田亀鶴丸)는 외할아버지 나이토 오키모리의 존재로 인해 구명되었다.
나아가 요시타카를 의지하여 교토에서 내려왔던 니조 다다후사나 전임 좌대신(左大臣) 산조 긴요리(三条公頼, 다케다 신겐의 정실인 산조 부인의 아버지이다), 그리고 계실 오사이 부인의 아버지인 관무가(官務家) 고쓰키 고레하루(小槻伊治) 등의 구게도 살해되었다.
요시타카에게는 집안이나 영지 백성의 동향은 간파하지 않고 구교와 같은 생활을 하면서 중앙 지향적인 자세를 관철하기 위해 구니 안의 사정을 무시하고 임시 과역을 늘린 것이 비극으로 이어진 것으로 알려졌다.

### 결과
사가라 다케토와 다케토를 숨기고 있던 스에 오키카즈 등 요시타카파는 다카후사가 지쿠젠으로 보낸 노가미 후사타다(野上房忠) 군세에 의해 하나오 성(花尾城)에서 공격을 당해 살해되었다. 다케토의 목은 다카후사에 의해 야마구치에서 수급이 확인되었다.
9월 4일에 모토나리는 히가시사이조(東西条)의 오우치 영지에 병사를 보내 요시타카파인 히라가 다카야스(平賀隆保)가 농성하고 있던 가시라자키 성(頭崎城)을 쳤다. 다카야스는 가시라자키 성에서 도망쳐서 쓰치 산성(槌山城)의 간다 노부자네(菅田宣眞)에게로 들어갔다. 모토나리는 깃카와 ・ 고바야카와(小早川) ・ 아나호(宍戸) 등과 함께 군세 4천으로 쓰치 산성을 쳐서 11일에 항복시켰다.
10월에 스에 씨와 인척 관계에 있었던 이와미 나나오 성(七尾城)의 성주 마스다 후지카네(益田藤兼)가 요시타카측인 요시미 마사요리를 공격했다. 그러나 요시미 씨의 지성(支城)인 노토로 산성(能登呂山城)에 대한 공격은 요시미 가의 가신 시모세 요리사다(下瀬頼定)의 방어전으로 실패하였다. 또한 사가라 다케토의 아들인 도라오(虎王)를 잡아 죽였다.
덴분 21년(1552년) 1월에 다카후사는 스기 시게노리를 나가토의 마구라(万倉, 우베시)의 조코지(長興寺)에서 자결로 몰아갔다. 이는 시게노리가 요시타카에게 다카후사를 참소한 것을 알았기 때문(변 이후에 사가라 다케토 신장을 입수하였다)이라고 한다.
같은 해 3월에는 오토모 하루히데를 야마구치로 맞이하였다. 새로운 오우치 가 당주로써 가독을 이은 하루히데는 오우치 요시나가(大内義長)로 이름을 고쳤고 다카후사 자신도 새로운 주군 하루히데(요시나가)에 대한 충성을 증명하는 뜻에서 하루카타(晴賢)로 이름을 고쳤다. 이렇게 하루카타는 요시나가를 꼭두각시 당주로 하여 오우치 가의 실권을 장악하게 되었다.

## 참고 문헌
- 福尾猛市郎 (1959). 《大内義隆》. 人物叢書. 吉川弘文館.

## 같이 보기
- 하극상(下克上)
- 쿠데타(クーデター)
- 오이에 소동(お家騒動)
- 니카이쿠즈레의 변(二階崩れの変) - 다이네이지의 변 바로 전해에 오토모 집안 내에서 발생한 정변이다.
- 다케다 노부토라(武田信虎) - 다케다 하루노부(武田晴信)와 가신들에 의해 령국에서 추방되었다.
- 갓산토다 성 전투(吉田郡山城の戦い) - 제1차 갓산토다 성 전투(第一次月山富田城の戦い) - 다이네이지의 변 - 보게이히키와케(防芸引分) - 오시키바타 전투(折敷畑の戦い) - 이쓰쿠시마 전투(厳島の戦い) - 호초 경략(防長経略)